# Río Vovk
El río Vovk (en ucraniano: Вовк) es un corto río de Ucrania, un afluente del río Bug Meridional, perteneciente a la vertiente del mar Negro. Mide 71 km de largo. Su nombre significa, en ucraniano, lobo. Fluye a través del óblast de Jmelnitski (provincia) en Ucrania occidental. El Vovk cruza Derazhnya y desemboca en el Bug Meridional en Letychiv.